# Vasilij Alexejevič Něbenzja
Vasilij Aleksejevič Něbenzja (rusky: Васи́лий Алексе́евич Небе́нзя; narozen 26. února 1962) je ruský diplomat a od roku 2017 stálý představitel Ruska při OSN. Jeho oficiální titul je mimořádný a zplnomocněný velvyslanec.

## Život a kariéra
Něbenzja se narodil 26. února 1962 ve Volgogradu. Jeho otcem byl Alexej Andrejevič Něbenzja (1923-1994), účastník Velké vlastenecké války, od roku 1946 první tajemník komsomolského výboru Stalingradské oblasti, od roku 1960  vedoucí oddělení propagandy a agitace stalingradského (od roku 1961 - volgogradského) oblastního výboru KSSS, později do roku 1973 - druhý tajemník oblastního výboru, od roku 1973 místopředseda Státního výboru pro díla vydavatelská, polygrafická a knižního trhu (Goskomizdat – úřad cenzurující tiskoviny). Matka – Antonina Timofejevna Něbenzja (1923-2008).
Vystudoval Moskevský státní institut mezinárodních vztahů, absolvoval v roce 1983. Od té doby se věnuje diplomatické kariéře.
Něbenzja zastával řadu funkcí v domácí i zahraničn politice:
- od roku 1983 pracoval na Ministerstvu zahraničních věcí SSSR.
- 1988–1990 — atašé velvyslanectví SSSR v Thajsku.
- 1990–1991 — třetí tajemník Ředitelství pro mezinárodní hospodářské vztahy Ministerstva zahraničních věcí SSSR.
- 1991–1992 — druhý tajemník odboru mezinárodních organizací Ministerstva zahraničních věcí SSSR (později Ruska).
- 1993-1996 — vedoucí oddělení mezinárodních organizací Ministerstva zahraničních věcí Ruska.
- 1996–2000 — hlavní poradce Stálé mise Ruska při OSN.
- 2000–2006 — vedoucí oddělení, zástupce ředitele Odboru mezinárodních organizací Ministerstva zahraničních věcí Ruska.
- 2006–2011 — zástupce stálého představitele Ruska ve Světové obchodní organizaci v Ženevě.
- 2011–2012 — zástupce stálého představitele Ruska v Úřadovně OSN a dalších mezinárodních organizacích v Ženevě.
- 2012–2013 — ředitel Odboru pro humanitární spolupráci a lidská práva Ministerstva zahraničních věcí Ruska.
- 2013–2017 — náměstek ministra zahraničních věcí Ruska.
- Od 27. července 2017 — stálý představitel Ruska při OSN.

## Stálý představitel Ruska při OSN

### Nominace a potvrzení
V únoru 2017 zemřel stálý představitel Ruska při OSN Vitalij Čurkin. Hlavními kandidáty na uvolněný post byli v březnu 2017 Něbenzja, stálý představitel Ruska při NATO Alexander Gruško a náměstek ministra zahraničních věcí Anatolij Antonov.
Ministerstvo zahraničních věcí Ruska nominovalo 21. dubna Něbenzju. Následující měsíc byl oficiálně schválen Federálním shromážděním Ruska (25. května Státní dumou a 29. května Radou federace).
Prezidentem Vladimirem Putinem byl Něbenzja jmenován stálým zástupcem při OSN dne 27. července 2017 a následující den předal své pověřovací listiny generálnímu tajemníkovi OSN Antóniu Guterresovi.

### Invaze do Ukrajiny v roce 2022
V době ruské invaze do Ukrajiny koncem února 2022 zastával Něbenzja funkci předsedy Rady bezpečnosti OSN, což je pozice, která se měsíčně střídá mezi 15 členskými státy OSN, které mají aktuálně zástupce v Radě. Držitel předsednictví je považován za „tvář“ a mluvčího RB OSN. Dne 23. února 2022 (newyorského času) oznámil prezident Vladimir Putin invazi prostřednictvím video zprávy na zasedání Rady bezpečnosti. Když ukrajinský zástupce Serhij Kyslycja vyzval Něbenzju, aby „zavolal Lavrova hned teď“ a „udělal vše pro zastavení války“, Něbenzja prohlásil, že „probuzení ministra Lavrova v tuto chvíli není něco, co mám v plánu“. Něbenzja vetoval navrhovanou rezoluci Rady bezpečnosti OSN odsuzující invazi.
 
Na jedenáctém mimořádném zasedání Valného shromáždění OSN k ruské invazi do Ukrajiny v roce 2022 Něbenzja prohlásil, že „…je potřeba demilitarizovat a denacifikovat Ukrajinu“ a že „média a sociální sítě“ „deformovaly a kazily“ obraz ruských akcí.  Dne 30. září 2022 Něbenzja vetoval návrh rezoluce Rady bezpečnosti OSN odsuzující anexi čtyř ukrajinských oblastí a pokusil se ospravedlnit ruskou anexi jihovýchodní Ukrajiny tvrzením, že tyto ukrajinské regiony se rozhodly být součástí Ruska. Podle Něbenzji je jedním z cílů ruské invaze do Ukrajiny „podkopání vojenských schopností ukrajinské armády, ktrá představuje hrozbu pro bezpečnost a územní celistvost Ruska“.
Během zasedání Rady bezpečnosti dne 24. listopadu 2022 Něbenzja zdůvodnil ruské údery proti ukrajinské infrastruktuře slovy: „Provádíme útoky na infrastrukturní zařízení na Ukrajině v reakci na to, že země je podporována západními zbraněmi a nerozumnými výzvami, aby Kyjev dosáhl vojenského vítězství nad Ruskem."  Prohlásil, že "za poškození obytných domů a zabíjení civilistů na Ukrajině je zodpovědná ukrajinská protivzdušná obrana."
Na zasedání Rady bezpečnosti OSN dne 14. ledna 2023 Něbenzja prohlásil, že Rusko by mohlo zastavit vojenské operace „až když z území Ukrajiny přestane vycházet hrozba pro Rusko a až v této zemi skončí diskriminace rusky mluvícího obyvatelstva.“  Něbenzja pokračoval, že „Jinak Moskva získá to, co chce, vojensky“.  Něbenzja dále tvrdil, že Rusko si nepřeje „zničení Ukrajiny jako státu, její deukrajinizaci a nucenou rusifikaci “. 
20. září 2023 se prezident Ukrajiny Volodomyr Zelenskyj poprvé zúčastnil zasedání Rady bezpečnosti OSN. Něbenzja protestoval proti udělení slova Zelenskému, a obvinil albánského premiéra Ediho Ramu, který zastával funkci předsedy rady, že ze setkání udělal „stand-up show jednoho muže“ a není to „nic víc než divadlo“, na což Rama odpověděl „toto není speciální operace albánského předsednictví“ a dodal: „Existuje řešení, pokud souhlasíte, že zastavíte válku, prezident Zelenskyj nedostane slovo“. Něbenzja nesouhlasil.

## Válka Izraele s Hamásem
Válka Izraele s Hamásem začala ráno 7. října 2023 kombinovaným raketovým ostřelováním izraelského území a pozemním útokem teroristů Hamásu proti vojenským a civilním cílům v Izraeli (včetně masakru na hudebním festivalu v Re'im). Během útoku bylo zabito nejméně 1139 lidí včetně 36 dětí a 71 cizinců.
Několik týdnů po útoku, 1. listopadu 2023, Něbenzja prohlásil, že Izrael nemá právo na sebeobranu v Gaze, protože je považován za okupační mocnost, což podle něj potvrdilo i stanovisko Mezinárodního soudního dvora OSN z roku 2004. Ruský deník Kommersant v této souvislosti připustil, že stanovisko Mezinárodního soudního dvora z roku 2004 otázku práva Izraele na obranu vůbec nezmiňje.